# Masszáda

A Masszáda (modern héber: מצדה  kiejtése jelentése egyszerűen "erőd") egy régi várrom Izraelben, egy elszigetelt fennsíkon, a sivatag keleti szélén, közel a Holt-tengerhez. Aradtól északkeletre, Én-Geditől délre fekszik. 
A várat és a hozzá tartozó palotát Heródes építtette magának i. e. 37 és 31 között. Iosephus Flavius leírása szerint a vár ostroma az első zsidó-római háború végén a 960 várvédő és családjaik tömeges öngyilkosságába torkollott.

## Földrajza
A szikla teteje nagyon nehezen érhető el, a keleti oldalon mintegy 400 méter, a nyugati oldalon 91 méter magas. A fennsík nagyjából rombusz alakú, 550 méter hosszú és 270 méter széles.
Bár maga a hegy több száz méterrel magasodik a Holt-tenger fölé, csak a hegy csúcsa van a tengerszint felett.
A hegy megközelíthető kelet felől drótkötélpályás felvonóval és három, a kapuhoz vezető keskeny és kanyargós ösvényen.

## Története
Az erődről majdnem minden információ az 1. századi római történésztől, Iosephus Flaviustól származik. Alexander Jannaeus építtette az erődöt, majd Heródes szerezte meg az apja halála utáni hatalmi harcban.
66-ban a zsidó lázadók egy csoportja csellel bevette a várat, majd Jeruzsálem ostroma és a templom pusztulása után 70-ben újabb lázadók csatlakoztak.
73-ban Lucius Flavius Silva vezetett egy római légiót a vár ostromára. A rómaiak körbevették a várat, ostromfallal vették örül, majd az ostromhoz rámpát kezdtek építeni a hegy nyugati oldalán. A várvédők kövekkel dobálták a rámpa építőit, ezért a rómaiak zsidó foglyokkal építtették tovább. A rámpa tavasszal lett kész, az ostrom második vagy harmadik hónapjában, ez lehetővé tette a rómaiaknak, hogy faltörővel elérjék a várat. Iosephus Flavius leírása szerint, miután a rómaiak áttörték a falat, lángokban találták a raktárakat és a védők öngyilkosságot követtek el, vagy egymást ölték meg. Csak két nőt és 5 gyereket találtak életben. Iosephus Flavius valószínűleg az ostromban részt vevő katonák beszámolói alapján írta saját beszámolóját. Számos eltérés van viszont Iosephus beszámolója és az ásatások eredményei között. Iosephus például csak egy palotát említ a kettő feltárt palotából, és a 960 várvédőből csak 28 maradványait találták meg.
A Masszádát utoljára a Bizánci birodalom idején lakták, egy kis templom volt itt található.

### Ásatások
A Masszáda helyét 1842-ben azonosították, 1963 és 1965 között intenzív ásatásokat végzett az izraeli Yigael Yadin által vezetett expedíció. Mivel távol esik minden lakott területtől és sivatagos környezete miatt a hely nagyjából érintetlen maradt az utóbbi két évezredben. A római ostromrámpa még ma is megvan.

## Alaprajza
| Alaprajz | Alaprajz |
| -------- | --- |
|          | 1. Kígyó-ösvény kapu 2. szállások 3. Bizánci keresztény templom 4. keleti ciszterna 5. szállások 6. mikve 7. déli kapu 8. szállások 9. déli ciszterna 10. déli erődítmény 11. fürdő 12. kis palota 13. kolumbárium 14. mozaik műhely 15. kis palota 16. kis palota 17. publikus medence nyugati palota: 18. kiszolgáló terület 19. lakó terület 20. raktár-helységek 21. adminisztrációs terület 22. tímárok tornya 23. nyugati Bizánci kapu 24. kolumbárium 25. zsinagóga 26. Bizánci keresztény templom 27. kaszárnya északi palota: 28. nagy rezidencia 29. kőbánya 30. parancsnoki székhely 31. torony 32. adminisztrációs épületek 33. kapu 34. raktárak 35. fürdő 36. zsilip Heródes palotája: 37. felső terasz 38. középső terasz 39. alsó terasz |

## Galéria

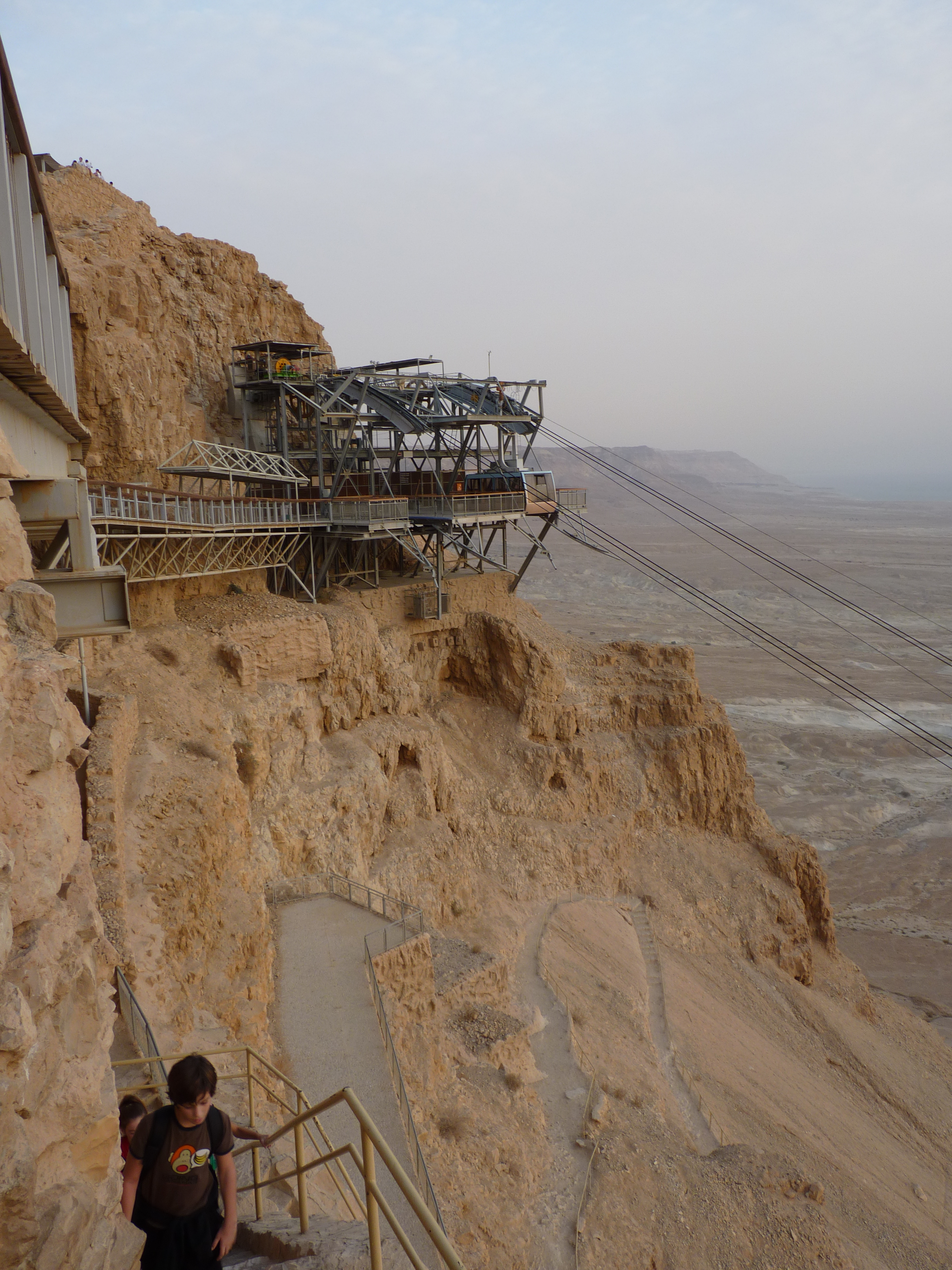
A drótkötélvasút felső végállomása
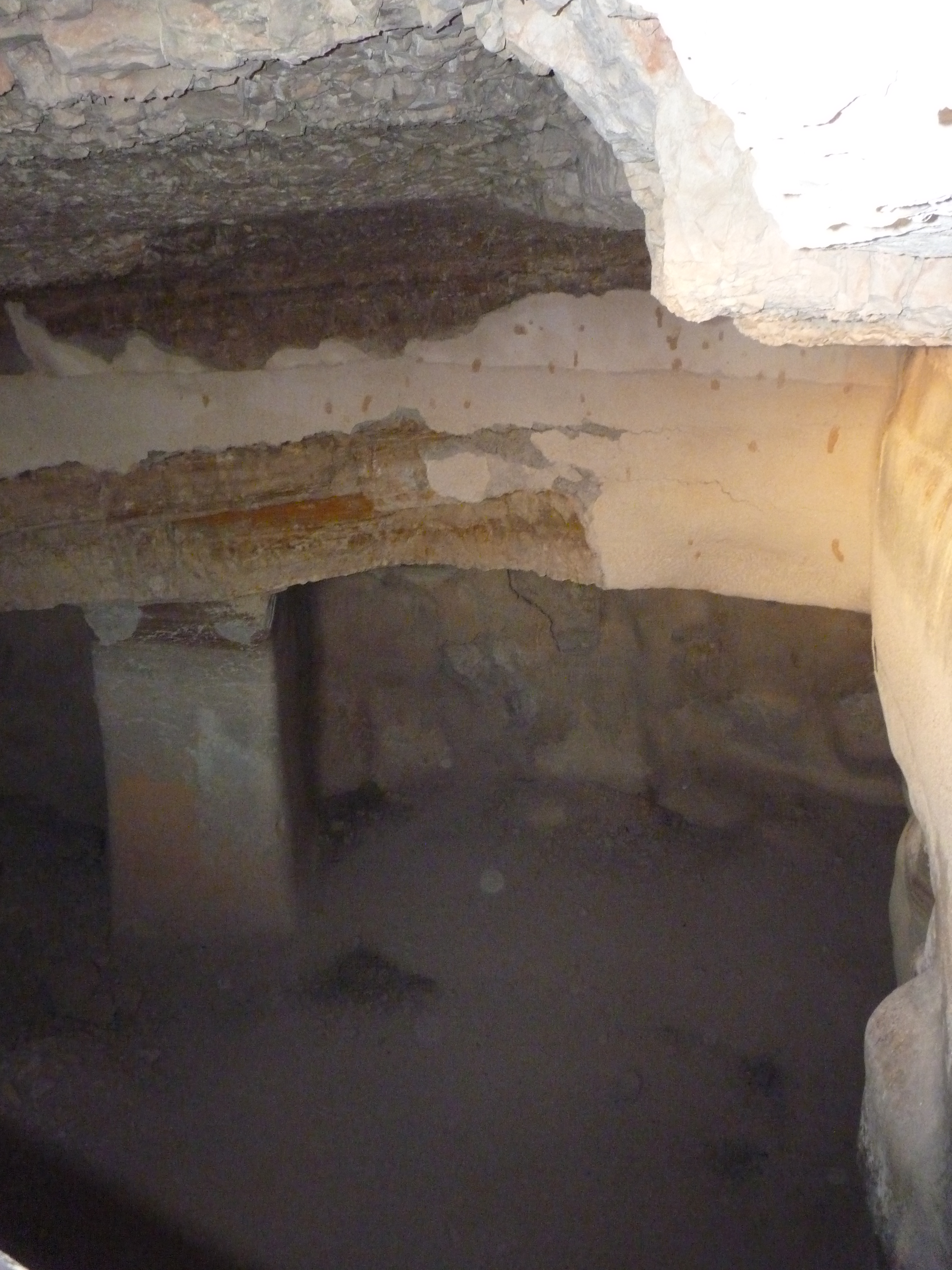
A fürdő padlófűtése
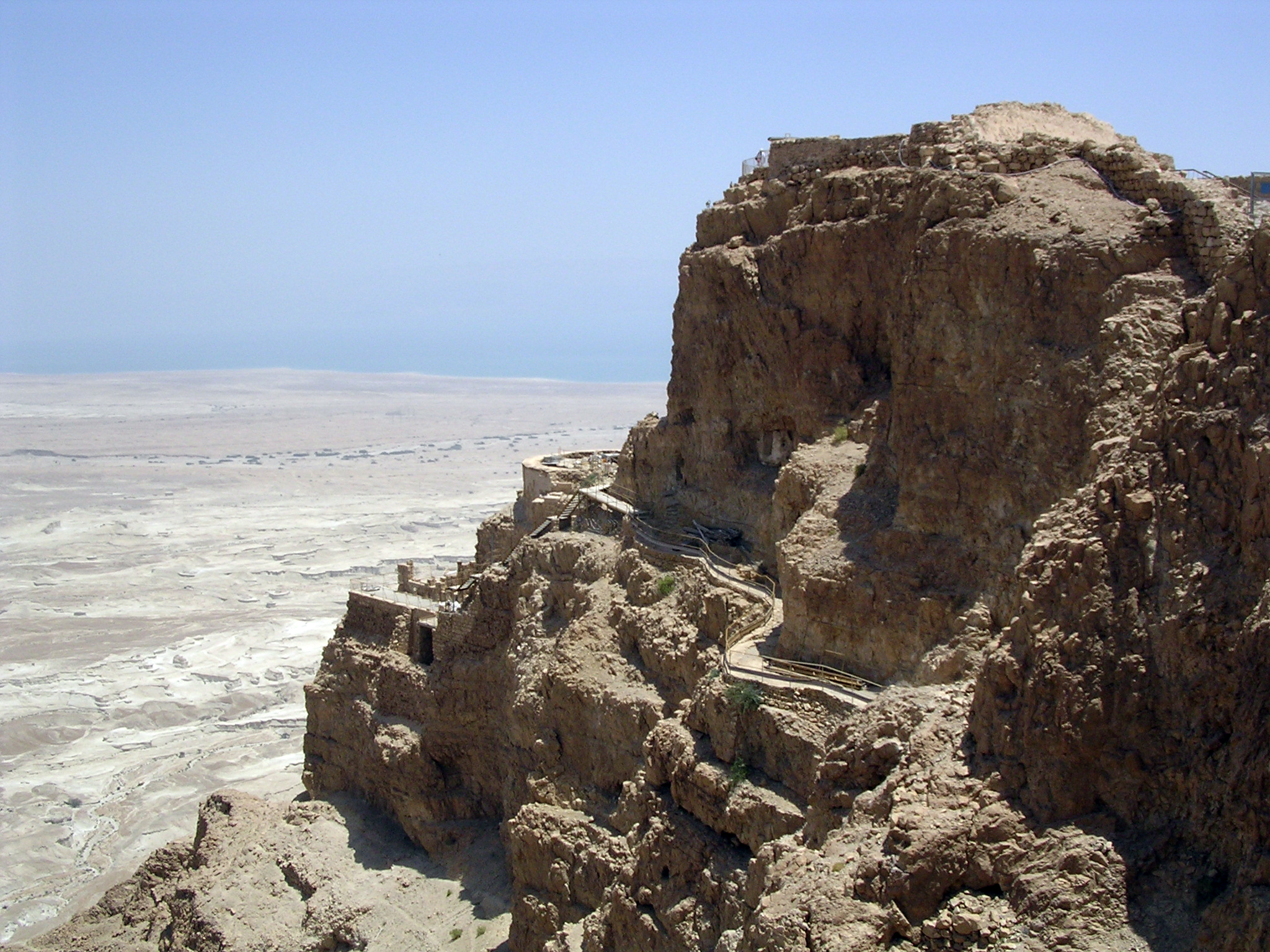
A teraszok a nyugati fal felől
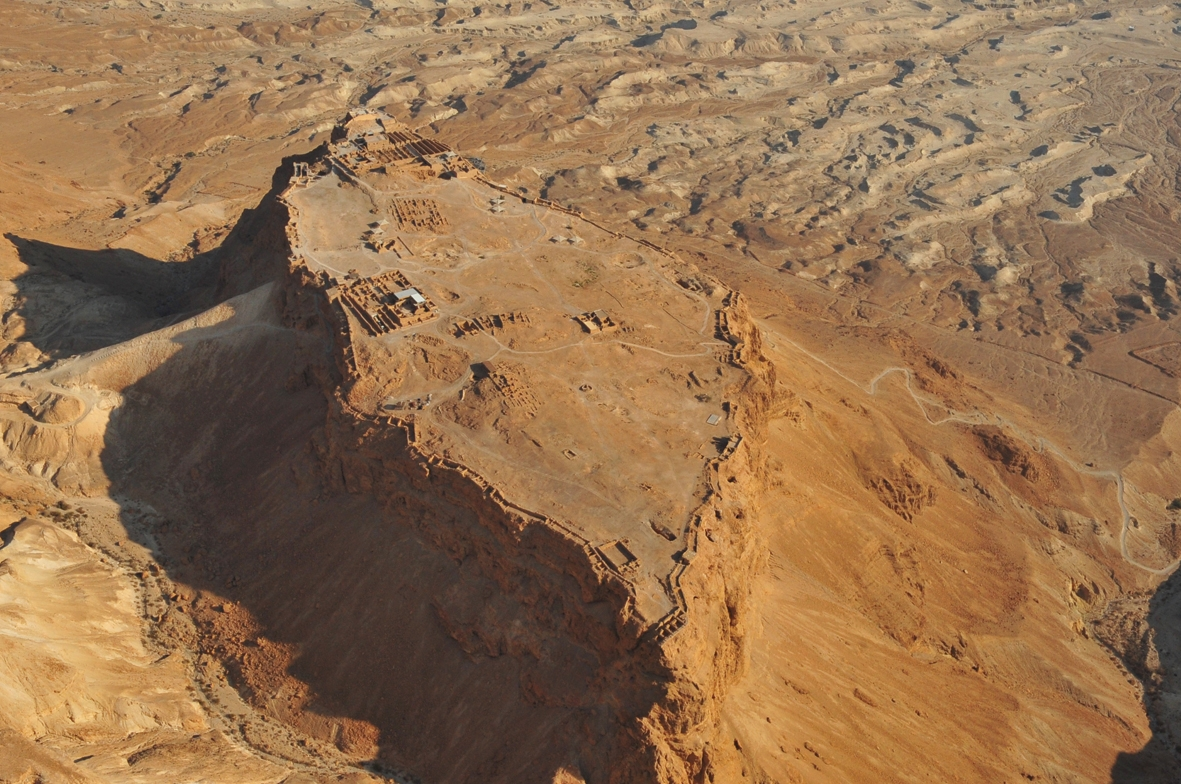
A vár felülnézetből
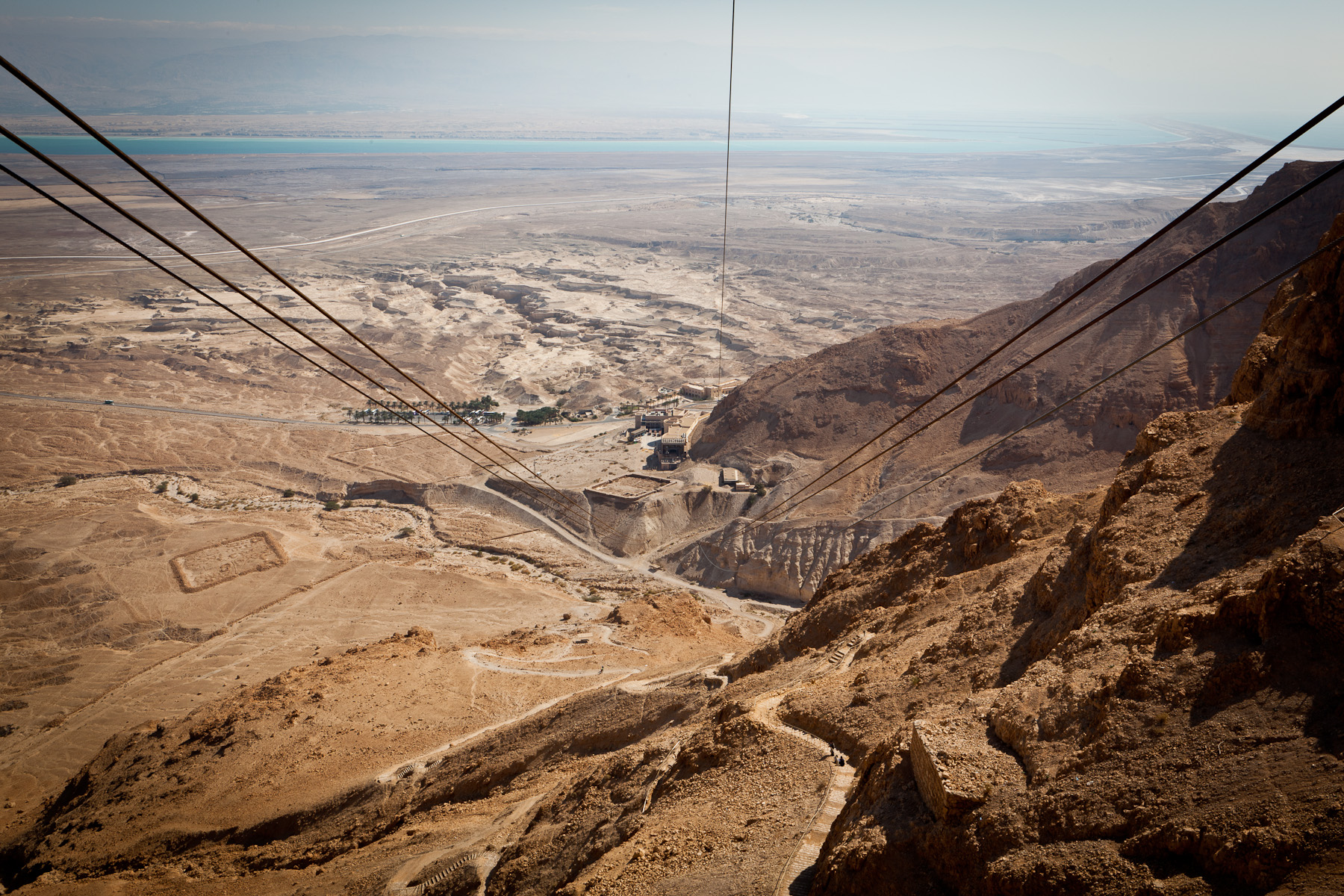
Kilátás a Holt-tenger felé
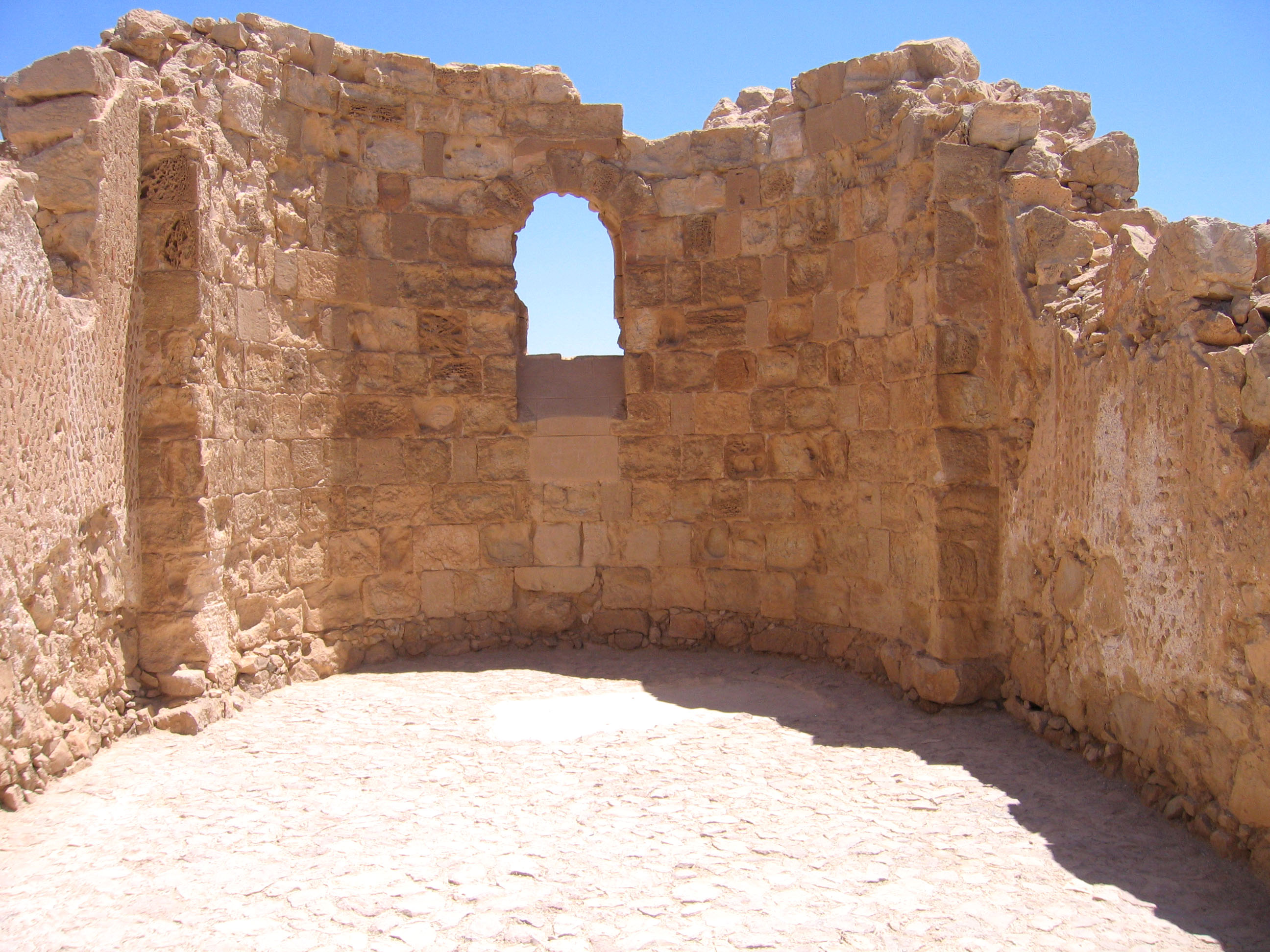
A bizánci keresztény templom
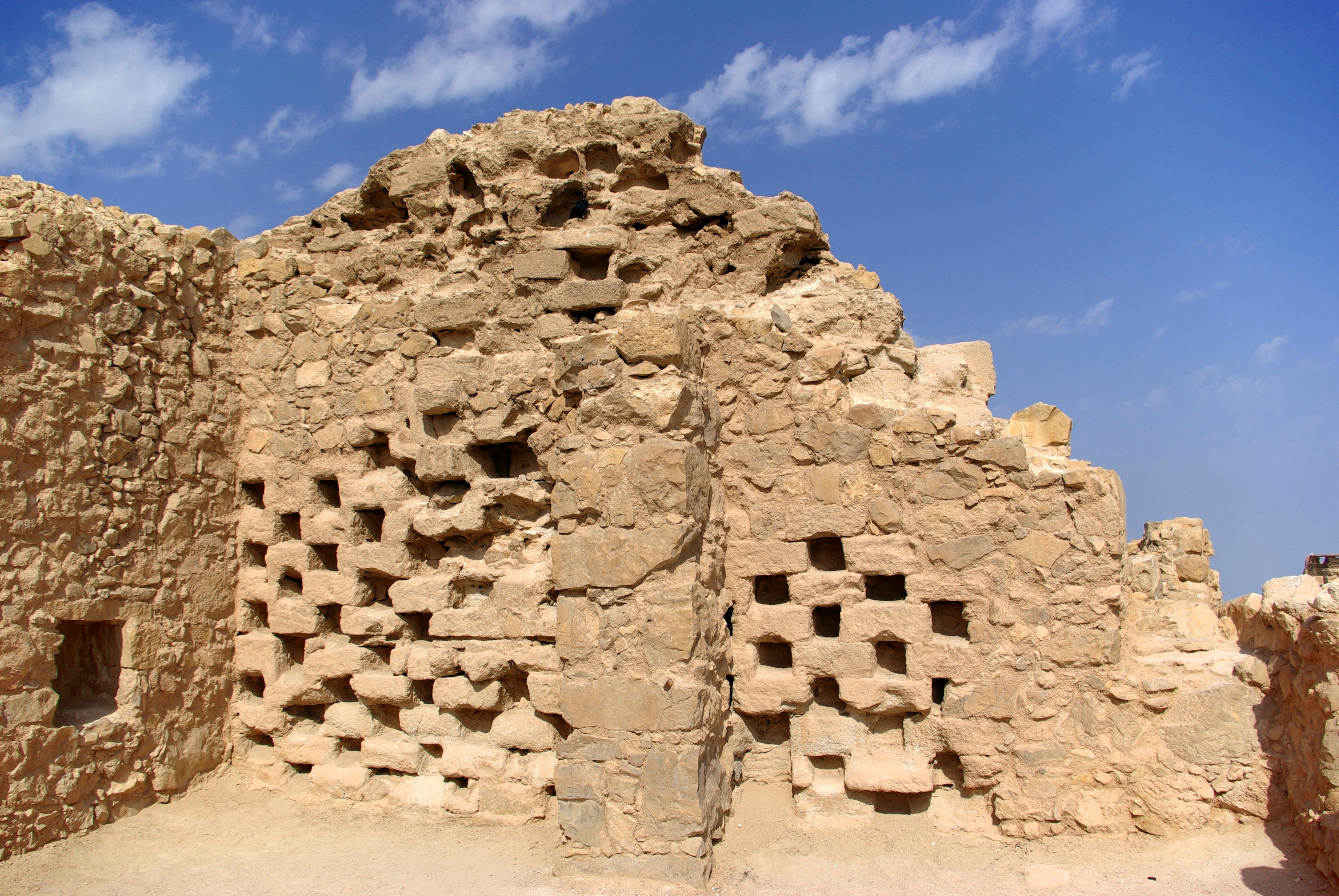
Kolumbárium
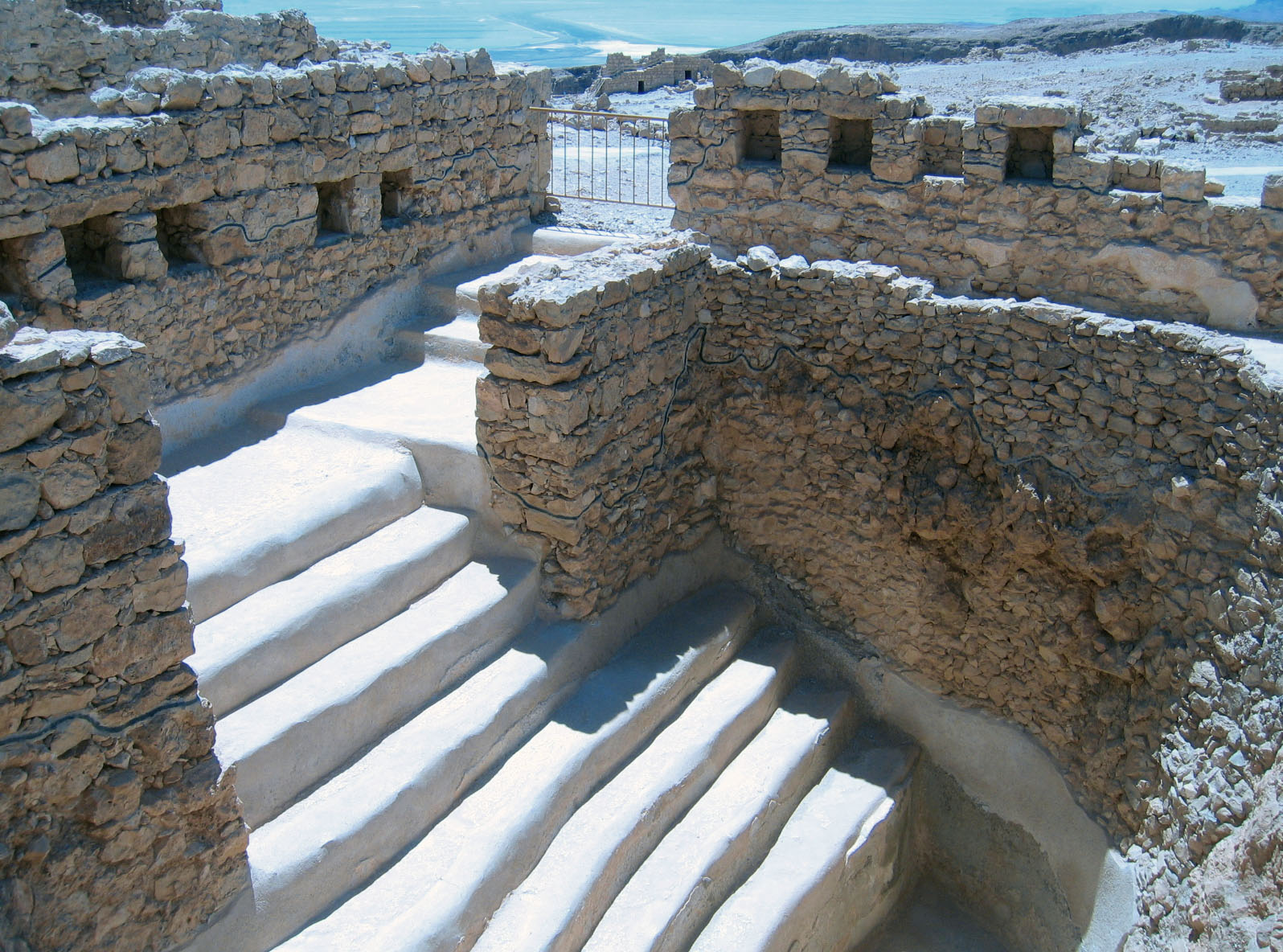
Mikve
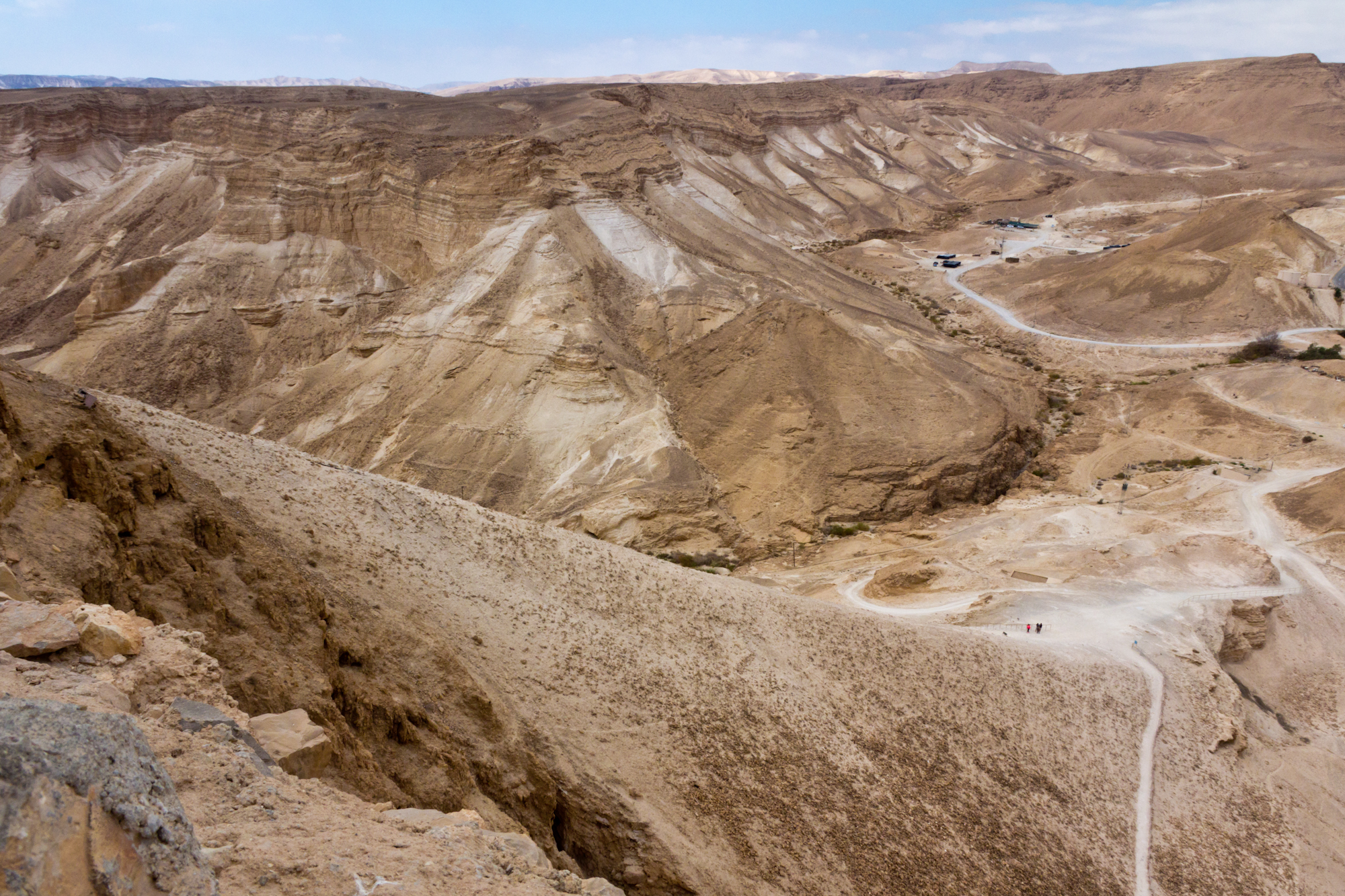
Az ostrom-rámpa

## Fordítás
- Ez a szócikk részben vagy egészben  a   Massada című angol Wikipédia-szócikk fordításán alapul.  Az eredeti cikk szerkesztőit annak laptörténete sorolja fel. Ez a jelzés csupán a megfogalmazás eredetét és a szerzői jogokat jelzi, nem szolgál a cikkben szereplő információk forrásmegjelöléseként.